# フーゴー・グレスマン
フーゴー・グレスマン（Hugo Gressmann、1877年3月21日 - 1927年4月6日）は、ドイツの神学者。旧約聖書の学者として著名なヘルマン・グンケルの盟友である。
グレスマンは、グンケルの聖書学研究における類型批評の方法で用いられていたグンケルの研究を引き継いだ。そして、旧約聖書の「出エジプト記」、「ヨシュア記」、「士師記」、「サムエル記」、「列王記」に導入した。
また、十戒の研究の方法においては、ヴェルハウゼンの学説と対立した。